# Ville Virtanen
Ville Virtanen (19 augustus 1961, Espoo) is een Fins acteur, filmregisseur en scenarioschrijver. 

## Privé
Virtanen werd geboren in Espoo als zoon van de Finse acteur, filmregisseur en sceanrioschrijver Jukka Virtanen. Virtanen was in het verleden getrouwd met actrice Eija Vilpas, en is later hertrouwd met actrice Birthe Wingren. Uit deze huwelijken heeft hij drie kinderen (Sinna, Daniel en Valdemar) die alle actief zijn als acteur/actrice. 

## Carrière
Virtanen begon in 1985 met acteren in de film Hamlet, waarna hij in nog meer dan 100 films en televisieseries speelde. In 2011 en 2021 werd hij genomineerd voor een Guldbagge Award in de categorie Beste Acteur in een Bijrol. In 2009 werd hij genomineerd voor een Jussi Award in de categorie Beste Acteur in een Hoofdrol, en in 2010 won hij deze Award in deze categorie voor zijn rol in de film Paha perhe. In 2017 won hij een Kultainen Venla Award in de categorie Beste Acteur voor zijn rol in de televisieserie Sorjonen. In 2003 won hij een Venla Award in de categorie Beste Acteur voor zijn rol in de film Kylmäverisesti sinun. 

## Filmografie

### Televisieseries
Selectie:
- 2025 Glaskupan - als Tage - 3 afl.
- 2024 Utö - als Anton Kairamo - 8 afl.
- 2023 Trolltider - Legenden om Bergatrollet - als Rolf - 24 afl.
- 2022 Försvunna människor – als Lunt – 6 afl.
- 2022 Transport – als paardenondernemer – 5 afl.
- 2018-2021 Det som göms i snö – als Eddie Eriksson – 7 afl.
- 2017-2020 Rebecka Martinsson – als Lars Pohjanen – 16 afl.
- 2020 Tjockare än vatten – als Fleming – 7 afl.
- 2016-2019 Sorjonen – als Kari Sorjonen – 31 afl.
- 2016 Heroes of the Baltic Sea – als Magnus Fleming – 5 afl.
- 2015 Norskov – als Kalle Koskinen – 5 afl.
- 2015 Jordskott – als Harry Storm – 10 afl.
- 2010-2015 Kylmäverisesti sinun – als Veli Miettinen – 30 afl.
- 1995-1998 Kotikatu – als Arttu Laakso – 93 afl.
- 1990-1991 Osapäiväartistit – als Håkan Laamanen – 7 afl.

### Filmregisseur
- 2008 10 sketsiä jotka muuttivat maailman – film
- 2007 Karjalan kunnailla – televisieserie – 3 afl.
- 2003 Kuumia aaltoja – televisieserie – 15 afl.
- 2000 Oho sano iimeili – film

### Scenarioschrijver
- 2008 10 sketsiä jotka muuttivat maailman – film
- 2007 Karjalan kunnailla – televisieserie – 4 afl.
- 2007 Da Lintsi -koodi – film
- 2000 Oho sano iimeili – film
- 1990-1991 Osapäiväartistit – televisieserie – 7 afl.
- 1987 Hymyhuulet – televisieserie – 2 afl.